# Love Live! Sunshine!!
《Love Live! Sunshine!!》（日语：ラブライブ！サンシャイン!!）是基于同名策划延伸出来的、日昇制作的改编电视动画，Love Live!系列動畫化「第二作」，嚴格上是動畫的第三和四季，延續同一世界觀和背景設定，但主角群換成另一所學校的學生和前兩季後續數年的事，距《Love Live!》故事所發生時間已過五年，前作人物也間中客串。第1期于2016年7月2日开始播出。2017年2月26日，官方公布了第2期制作决定的消息，於2017年10月7日東京都會電視台、日本BS放送等電視台開始播出。後於2017年12月30日當天所播出的第2期最後1話結尾時正式公佈本作全新劇場版的消息。上映日期于3rd第一天正式宣布預定於2019年1月4日播出。

## 故事情节

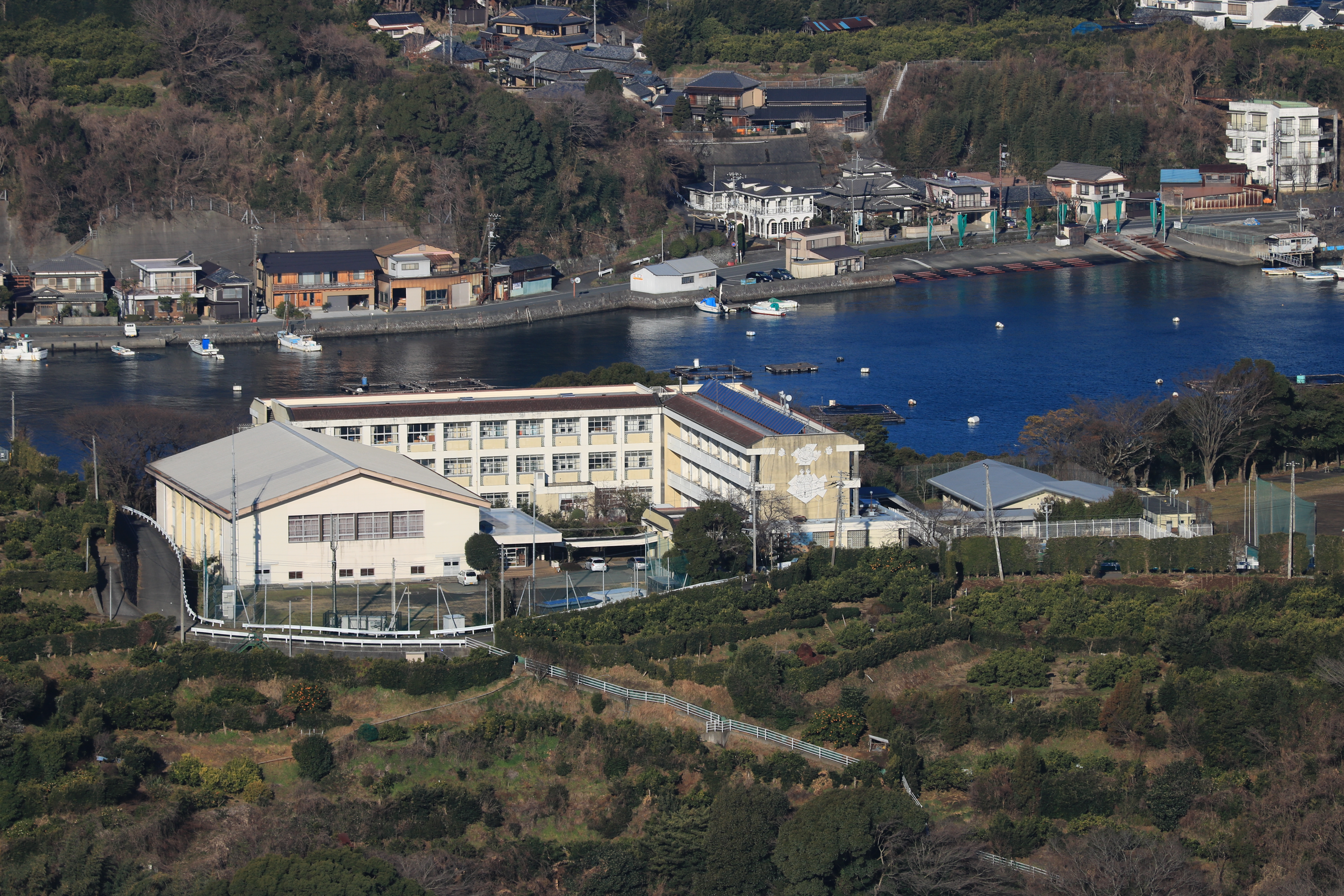
浦之星女学院的原型是位于沼津内浦的长井崎中学校

讲述了以高海千歌为首的“浦之星女学院”（原型為沼津市立長井崎中學校）九位少女，凭借校园偶像Aqours的身份以光芒为目标勇往直前的故事。

## 制作人员
- 原作：矢立肇
- 原案：公野樱子
- 监督：酒井和男
- 系列构成：花田十辉
- 角色设计：室田雄平
- 设计工作：河毛雅妃
- 道具设计：高桥武之
- 美术监督：东润一
- 色彩设计：横山佐代子
- CG导演：黑崎豪
- 摄影监督：杉山大树
- 编辑：今井大介
- 音响监督：长崎行男
- 音乐：加藤达也
- 音乐制作：Lantis
- 动画制作：日昇
- 制作：2016 Project Love Live! Sunshine!!（日昇、万代影视、Lantis、武士道、ASCII Media Works）[5]（第1期）
2017 Project Love Live! Sunshine!!（日昇、万代影视、Lantis、武士道、ASCII Media Works）（第2期）

## 主題曲
歌曲括号中的中文翻译仅供参考，并非官方翻译。

### 第1期
片頭曲（青空中跳动的心脏）
作詞：畑亞貴，作曲：伊藤賢、光增基，編曲：EFFY
歌：Aqours
片尾曲《ユメ語るよりユメ歌おう》（與其訴說夢想不如高歌夢想）（第2話 - 第8話、第10話 - 第12話）
作詞：畑亞貴，作曲、編曲：山口朗彥
歌：Aqours

### 第2期
片頭曲（未來的我們早已知曉）（第1話 - 第12話）
作詞：畑亞貴，作曲：光增基，編曲：EFFY
歌：Aqours
片尾曲（勇氣在哪？在你的內心！）（第1話 - 第2話、第4話 - 第5話、第7話 - 第8話、第10話 - 第11話）
作詞：畑亞貴，作曲：小高光太郎、UiNA，編曲：小高光太郎
歌：Aqours
歌（第11话，本话收录了歌曲后段的一部分）：Aqours、高海志满（阿澄佳奈）、高海美渡（伊藤加奈惠）、良美（松田利冴）、树（金元壽子）、睦（芹澤優）、小香菇（麥穗杏菜）、解答者A（山北早纪）、解答者B（千本木彩花）及其他女學生

## 插入曲

### 第1期
《START:DASH!!》（第1话）
作詞：畑亞貴，作曲、編曲：佐佐木裕
歌：μ's
（下定決心Hand in Hand）（第1话）
作词：畑亞貴，作曲、編曲：渡边拓也
歌：高海千歌（伊波杏树）、樱内梨子（逢田梨香子）、渡边曜（齐藤朱夏）
第1話作為片尾曲使用。
（夢想之門） （第2话）
作词：畑亞貴，作曲、編曲：佐伯高志
歌：樱内梨子（逢田梨香子）
 （最喜歡的話就沒問題！） （第3话）
作词：畑亞貴，作曲、編曲：高田晓
歌：高海千歌（伊波杏树）、樱内梨子（逢田梨香子）、渡边曜（齐藤朱夏）
（想用梦照亮夜空）（第6話）
作词：畑亞貴，作曲：光増ハジメ，編曲：EFFY
歌：高海千歌（伊波杏樹）、櫻內梨子（逢田梨香子）、渡邊曜（齊藤朱夏）、津島善子（小林愛香）、国木田花丸（高槻加奈子）、黑澤露比（降幡愛）
《SELF CONTROL!!》（第7话、第8话）
作词：畑亞貴，作曲、编曲：河田贵央
歌：Saint Snow（鹿角圣良（田野麻美）、鹿角理亚（佐藤日向））
（不成熟的DREAMER）（第9話）
作词：畑亞貴，作曲、编曲：渡边和纪
歌：Aqours
第9話作為片尾曲使用，同時也作為本話的標題使用。
（思念合而為一吧）（第11話）
作词：畑亞貴，作曲、編曲：佐伯高志
歌：高海千歌（伊波杏樹）、松浦果南（諏訪七香）、黑澤黛雅（小宮有紗）、渡邊曜（齊藤朱夏）、津島善子（小林愛香）、國木田花丸（高槻加奈子）、小原鞠莉（鈴木愛奈）、黑澤露比（降幡愛）
《MIRAI TICKET》 （第13話）
作词：畑亞貴，作曲、編曲：EFFY
歌：Aqours
第13話作為片尾曲使用。

### 第2期
《MY舞☆TONIGHT》 （第3話）
作词：畑亞貴，作曲、編曲：EFFY
歌：Aqours
（你的心灵是否光芒闪耀？）（第3話）
作词：畑亞貴，作曲：光増ハジメ，編曲：EFFY
歌：Aqours
Aqours第一张单曲，第3話作為片尾曲使用。
《CRASH MIND》（第5話）
作词：畑亞貴，作曲、编曲：宮崎誠
歌：Saint Snow
《MIRACLE WAVE》 （第6話 - 第7話）
作词：畑亞貴，作曲：酒井拓也（Arte Refact），編曲：脇真富（Arte Refact）
歌：Aqours
第6話作為片尾曲使用。
（天空与心灵皆能雨过天晴）（第7话）
作词：畑亞贵，作曲：原田篤（Arte Refact），编曲：脇真富（Arte Refact）
歌：Aqours
《DROPOUT!?》（第8話）
作词：畑亞貴，作曲、编曲：馬渕直純
歌：Saint Snow
《Awaken the power》（第9話）
作词：畑亞貴，作曲、編曲：河田贵央
歌：Saint Aqours Snow
第9話作為片尾曲使用，同時也作為本話的標題使用。
《WATER BLUE NEW WORLD》（第12話）
作词：畑亞貴，作曲、编曲：佐伯高志，弦乐编曲：仓内达矢
歌：Aqours
第12話作為片尾曲使用。
《青空Jumping Heart》（第13話）
作詞：畑亞貴，作曲：伊藤賢、光増ハジメ，編曲：EFFY
歌：Aqours
《WONDERFUL STORIES》（第13話）
作词：畑亞貴，作曲：Carlos K.，編曲：EFFY
歌：Aqours
第13話作為片尾曲使用。

## 各話列表
| 話數  | 日文標題 | 中文標題         | 劇本     | 分鏡                          | 演出                                   | 作畫監督                                                                                | Live部分監督                                 | 總作畫監督                                 | 首播日期 （日本） |
| 第1期 | 第1期    | 第1期            | 第1期    | 第1期                         | 第1期                                  | 第1期                                                                                   | 第1期                                        | 第1期                                      | 第1期             |
| ----- | -------- | ---------------- | -------- | ----------------------------- | -------------------------------------- | --------------------------------------------------------------------------------------- | -------------------------------------------- | ------------------------------------------ | ----------------- |
| #1    |          | 想要闪闪发亮     | 花田十輝 | 酒井和男                      | 酒井和男                               | 铃木勇 西泽千惠                                                                         | 後藤望 重国勇二 寺尾憲治 永富浩司            | 河毛雅妃 平山圆 藤井智之                   | 2016年 7月2日     |
| #2    |          | 抓住转学生吧     | 花田十輝 | 酒井和男                      | 河野亚矢子 飛田剛                      | 森本由布希                                                                              | 不適用                                       | 河毛雅妃 平山圆 藤井智之 室田雄平          | 7月9日            |
| #3    |          | First Step       | 花田十輝 | 遠藤廣隆                      | 遠藤廣隆                               | 尾尻進矢 小林明美後藤望 重国勇二 （舞蹈）                                               | 不適用                                       | 河毛雅妃 平山圆 藤井智之 室田雄平          | 7月16日           |
| #4    |          | 两人的心情       | 花田十輝 | 古田丈司                      | 古田丈司                               | 古川英树                                                                                | 不適用                                       | 河毛雅妃 佐野惠一 平山圆 藤井智之          | 7月23日           |
| #5    |          | 夜羽堕天         | 花田十輝 | 南川達馬                      | 南川達馬                               | 石川智美 江上夏樹                                                                       | 不適用                                       | 佐野恵一 平山圆 藤井智之                   | 7月30日           |
| #6    |          | 来做PV吧         | 花田十輝 | 酒井和男                      | 大久保朋浅野勝也 （Live部分）          | 鹽川貴史                                                                                | 後藤望 永富浩司 渡邊敬介                     | 齊田博之 佐野恵一 平山圆 藤井智之 村山公輔 | 8月6日            |
| #7    |          | TOKYO            | 花田十輝 | 遠藤廣隆                      | 遠藤廣隆                               | 尾崎正幸 铃木勇 西泽千惠                                                                | 不適用                                       | 佐野恵一 平山圆 藤井智之 村山公輔          | 8月13日           |
| #8    |          | 不懊悔吗         | 花田十輝 | 浅野胜也酒井和男 （Live部分） | 浅野胜也                               | 森本由布希                                                                              | 永富浩司                                     | 平山圆 藤井智之 村山公輔 室田雄平          | 8月20日           |
| #9    |          | 不成熟的DREAMER  | 花田十輝 | 酒井和男                      | 外山草浅野胜也 （Live部分）            | 尾尻进矢 宫崎辉                                                                         | 後藤望 重国勇二 渡边敬介                     | 平山圆 藤井智之 村山公輔 室田雄平          | 8月27日           |
| #10   |          | 開始Shiny        | 花田十輝 | 古田丈司                      | 南川达马                               | 井元一彰 水野辰哉                                                                       | 不適用                                       | 平山圆 藤井智之 村山公輔 室田雄平          | 9月3日            |
| #11   |          | 友情直直前進     | 花田十輝 | 渡边哲哉酒井和男 （Live部分） | 安藤尚也                               | 江上夏树 川岛尚 佐藤诚之 吉田雄一                                                       | 田村里美                                     | 齊田博之 平山圆 藤井智之 村山公輔 室田雄平 | 9月10日           |
| #12   |          | 振翅飞翔之时     | 花田十輝 | 遠藤廣隆                      | 遠藤廣隆                               | 市原圭子 神谷美也子 酒井香澄 鹽川貴史 西澤千恵 水野辰哉                                 | 不適用                                       | 齊田博之 平山圆 藤井智之 村山公輔 室田雄平 | 9月17日           |
| #13   |          | Sunshine!!       | 花田十輝 | 酒井和男                      | 酒井和男                               | 井元一彰 尾崎正幸 尾尻進矢 鈴木勇 水野辰哉 宮崎輝                                       | 後藤望 重國勇二 永富浩司 渡邊敬介            | 齊田博之 平山圆 藤井智之 村山公輔 室田雄平 | 9月24日           |
| 第2期 |          |                  |          |                               |                                        |                                                                                         |                                              |                                            |                   |
| #1    |          | Next Step        | 花田十輝 | 酒井和男                      | 酒井和男                               | 尾尻進矢 鈴木勇 水野辰哉                                                                | 不適用                                       | 佐野恵一 平山圆 藤井智之 室田雄平          | 2017年 10月7日    |
| #2    |          | 雨聲             | 花田十輝 | 遠藤廣隆                      | 遠藤廣隆                               | 古川英樹                                                                                | 不適用                                       | 佐野恵一 平山圆 藤井智之 室田雄平          | 10月14日          |
| #3    |          | 彩虹             | 花田十輝 | 酒井和男                      | 外山草                                 | 江上夏樹 鹽川貴史 鈴木理彩 水野辰哉                                                     | 後藤望 永富浩司                              | 佐野恵一 平山圆 藤井智之 室田雄平          | 10月21日          |
| #4    |          | 別叫我黛雅       | 花田十輝 | 川南渚                        | 南川達馬                               | 新保卓郎                                                                                | 不適用                                       | 佐野恵一 平山圆 藤井智之 室田雄平          | 10月28日          |
| #5    |          | 撿狗             | 花田十輝 | 詩村宏明                      | 志賀翔子 錦田慎也 遠藤廣隆             | 齊藤香                                                                                  | 不適用                                       | 佐野恵一 平山圆 藤井智之 室田雄平          | 11月4日           |
| #6    |          | Aqours WAVE      | 花田十輝 | 渡邊哲哉                      | 錦田慎也志賀翔子 八木郁乃 （Live部分） | 中本尚 吉川真一 渡邊敬介                                                                | 後藤望 永富浩司 水野辰哉                     | 佐野恵一 平山圆 藤井智之 室田雄平          | 11月11日          |
| #7    |          | 剩餘的時間       | 花田十輝 | 遠藤廣隆                      | 遠藤廣隆                               | 神谷美也子 鈴木勇 古川英樹                                                              | 不適用                                       | 佐野恵一 平山圆 藤井智之 室田雄平          | 11月18日          |
| #8    |          | 函館             | 花田十輝 | 渡邊哲哉                      | 粟井重紀                               | 尾尻進矢 新保卓郎                                                                       | 不適用                                       | 佐野恵一 平山圆 藤井智之 室田雄平          | 11月25日          |
| #9    |          | Awaken the power | 花田十輝 | 酒井和男                      | 久城利央 外山草 三宅和男               | 市原圭子 江上夏樹 尾尻進矢 塩川貴史 重原克也 水野辰哉 宮崎輝 山內尚樹                   | 市原圭子 後藤望 鈴木勘太 永富浩司            | 佐野恵一 平山圆 藤井智之 室田雄平          | 12月2日           |
| #10   |          | 尋找shiny        | 花田十輝 | 誌村宏明                      | 居村健治 志賀翔子                      | 井元一彰 酒井香澄 志賀道憲 山內尚樹 山中正博                                            | 不適用                                       | 佐野恵一 平山圆 藤井智之 室田雄平          | 12月9日           |
| #11   |          | 浦之星女學院     | 花田十輝 | 渡邊哲哉                      | 三宅和男                               | 神谷美也子 中本尚 吉川真一 渡邊敬介                                                     | 不適用                                       | 佐野恵一 平山圆 藤井智之 室田雄平          | 12月16日          |
| #12   |          | 光之海           | 花田十輝 | 遠藤廣隆                      | 遠藤廣隆 久城利央                      | 新保卓郎 鈴木勇 古川英樹                                                                | 市原圭子 神谷美也子 後藤望 鈴木勘太 水野辰哉 | 佐野恵一 平山圆 藤井智之 室田雄平          | 12月23日          |
| #13   |          | 我們的閃閃發亮   | 花田十輝 | 酒井和男                      | 居村健治 酒井和男                      | 井元一彰 尾尻進矢 江本夏樹 塩川貴史 水野辰哉 宮崎輝 山內尚樹 山中正博 吉川真一 渡邊敬介 | 市原圭子 後藤望 永富浩司 水野辰哉            | 酒井香澄 佐野恵一 平山圆 藤井智之 室田雄平 | 12月30日          |

## 播放電視台

### 日本国内
日本深夜動畫：下文記載的日本国内播放時間使用日本標準時間（UTC+9）表示。因為部分時間标识會採用30小时制，因此請留意这类超过24:00的时间，其實際播放時間為翌日清晨。
| 播放地區 | 播放平台       | 播放日期                       | 播放時間（UTC+9）                              | 所屬聯播網 | 備註                           |
| 第1期    | 第1期          | 第1期                          | 第1期                                          | 第1期      | 第1期                          |
| -------- | -------------- | ------------------------------ | ---------------------------------------------- | ---------- | ------------------------------ |
| 東京都   | TOKYO MX1      | 2016年7月2日－2016年9月24日    | 星期六 22時30分－23時00分                      | 獨立UHF局  |                                |
| 兵庫縣   | SUN電視台      | 2016年7月2日－2016年9月24日    | 星期六 22時30分－23時00分                      | 獨立UHF局  | [ 註 10 ]                      |
| 京都府   | 京都放送       | 2016年7月2日－2016年9月24日    | 星期六 22時30分－23時00分                      | 獨立UHF局  |                                |
| 日本全國 | 萬代頻道       | 2016年7月2日－2016年9月24日    | 星期六 22時30分－23時00分                      | 網絡電視   |                                |
| 日本全國 | LINE LIVE      | 2016年7月2日－2016年9月24日    | 星期六 22時30分－23時00分                      | 網絡電視   | 海外可觀看（APP）              |
| 日本全國 | niconico生放送 | 2016年7月2日－2016年9月24日    | 星期六 22時30分－23時00分                      | 網絡電視   | 限定日本國內IP                 |
| 日本全國 | BS11           | 2016年7月2日－2016年9月24日    | 星期六 23時00分－23時30分                      | 衛星電視   | 《ANIME+》節目                 |
| 愛知縣   | 愛知電視台     | 2016年7月2日－2016年9月24日    | 星期六 25時50分－26時20分                      | 東京電視網 |                                |
| 靜岡縣   | 靜岡放送       | 2016年7月4日－2016年9月27日    | 星期一 25時58分－26時28分                      | TBS电视网  | 作品舞台                       |
| 北海道   | TV北海道       | 2016年7月5日－2016年9月28日    | 星期二 26時05分－26時35分                      | 東京電視網 | [ 註 12 ]                      |
| 福岡縣   | TVQ九州放送    | 2016年7月5日－2016年9月28日    | 星期二 26時05分－26時35分                      | 東京電視網 | [ 註 12 ]                      |
| 日本全國 | NHK教育频道    | 2017年8月6日 - 2017年8月20日   | 星期六 24时25分 - 26时05分 24时25分 - 26时25分 | NHK        | 6日及13日四话连播 20日五话连播 |
| 第2期    |                |                                |                                                |            |                                |
| 東京都   | TOKYO MX1      | 2017年10月7日 - 2017年12月30日 | 星期六 22时30分 - 23时00分                     | 獨立UHF局  |                                |
| 兵庫縣   | SUN電視台      | 2017年10月7日 - 2017年12月30日 | 星期六 22时30分 - 23时00分                     | 獨立UHF局  |                                |
| 京都府   | 京都放送       | 2017年10月7日 - 2017年12月30日 | 星期六 22时30分 - 23时00分                     | 獨立UHF局  |                                |
| 日本全國 | 萬代频道       | 2017年10月7日 - 2017年12月30日 | 星期六 22时30分 - 23时00分                     | 網路電視   |                                |
| 日本全國 | niconico生放送 | 2017年10月7日 - 2017年12月30日 | 星期六 22时30分 - 23时00分                     | 網路電視   |                                |
| 日本全國 | BS11           | 2017年10月7日 - 2017年12月30日 | 星期六 25时30分 - 26时00分                     | 衛星電視   | 《ANIME+》節目                 |
| 愛知縣   | 愛知電視台     | 2017年10月7日 - 2017年12月30日 | 星期六 25时50分 - 26时20分                     | 東京電視網 |                                |
| 北海道   | TV北海道       | 2017年10月10日 -               | 星期二 26时05分 - 26时35分                     | 東京電視網 |                                |
| 静岡县   | 靜岡放送       | 2017年10月10日 -               | 星期二 26时58分 - 27时28分                     | TBS电视网  | 作品舞台                       |
| 福岡县   | TVQ九州放送    | 2017年10月10日 -               | 星期二 26时35分 - 27时05分                     | 東京電視網 |                                |

### 日本國外
日本深夜動畫：下文記載的日本国内播放時間使用日本標準時間（UTC+9）表示。因為部分時間标识會採用30小时制，因此請留意这类超过24:00的时间，其實際播放時間為翌日清晨。
| 播放地區    | 播放網路平台   | 播放日期                      | 播放時間                  | 播出形式          | 備註                        |
| 第1期       | 第1期          | 第1期                         | 第1期                     | 第1期             | 第1期                       |
| ----------- | -------------- | ----------------------------- | ------------------------- | ----------------- | --------------------------- |
| 臺灣        | MY KIDS TV     | 2016年7月2日－2016年9月24日   | 星期六 22時00分－22時30分 | 寬頻電視 有線電視 | （UTC+8） 日语原声 中文字幕 |
| 臺灣        | MY 101綜合台   | 2016年7月2日－2016年9月24日   | 星期六 23時00分－23時30分 | 寬頻電視 有線電視 | （UTC+8） 日语原声 中文字幕 |
| 臺灣        | 巴哈姆特動畫瘋 | 2016年7月2日－2016年9月24日   | 星期六 25時00分更新       | 隨選視訊          | （UTC+8） 日语原声 中文字幕 |
| 中国大陆    | bilibili       | 2016年7月2日－2016年9月24日   | 星期六 22时00分更新       | 隨選視訊          | （UTC+8） 日语原声 中文字幕 |
| 中国大陆    | 腾訊視頻       | 2016年7月2日－2016年9月24日   | 星期六 22时00分更新       | 隨選視訊          | （UTC+8） 日语原声 中文字幕 |
| 中国大陆    | 爱奇藝         | 2016年7月2日－2016年9月24日   | 星期六 22时00分更新       | 隨選視訊          | （UTC+8） 日语原声 中文字幕 |
| 香港        | Viu            | 2016年7月2日－2016年9月24日   | 星期六 22时00分更新       | 隨選視訊          | （UTC+8） 日语原声 中文字幕 |
| 第2期       |                |                               |                           |                   |                             |
| 臺灣        | MY KIDS TV     | 2017年10月7日－2017年12月30日 | 星期六 22時00分－22時30分 | 寬頻電視 有線電視 | （UTC+8） 日语原声 中文字幕 |
| 臺灣        | MY 101綜合台   | 2017年10月7日－2017年12月30日 | 星期六 23時00分－23時30分 | 寬頻電視 有線電視 | （UTC+8） 日语原声 中文字幕 |
| 臺灣        | 巴哈姆特動畫瘋 | 2017年10月7日－2017年12月30日 | 星期六 23時00分更新       | 隨選視訊          | （UTC+8） 日语原声 中文字幕 |
| 中国大陆    | bilibili       | 2017年10月7日－2017年12月30日 | 星期六 23時30分更新       | 隨選視訊          | （UTC+8） 日语原声 中文字幕 |
| 中国大陆    | AcFun          | 2017年10月7日－2017年12月30日 | 星期六 23時30分更新       | 隨選視訊          | （UTC+8） 日语原声 中文字幕 |
| 香港        | Viu            | 2017年10月7日－2017年12月30日 | 星期六 23時30分更新       | 隨選視訊          | （UTC+8） 日语原声 中文字幕 |
| 第1期&第2期 |                |                               |                           |                   |                             |
| 马来西亚    | 八度空间 8tv   |                               |                           | 地面电视          | 即将登场                    |
| 马来西亚    | ntv7           |                               |                           | 地面电视          | 即将登场                    |

## BD／DVD
| 卷數  | 發售日         | 收錄話數       | 規格編號   | 規格編號  |       |       |       |
| 卷數  | 發售日         | 收錄話數       | 特裝限定盤 | 通常盤    |       |       |       |
| 第1期 | 第1期          | 第1期          | 第1期      | 第1期     | 第1期 | 第1期 | 第1期 |
| ----- | -------------- | -------------- | ---------- | --------- | ----- | ----- | ----- |
| 1     | 2016年9月27日  | 第1話          | BCXA-1170  | BCXA-1163 |       |       |       |
| 2     | 2016年10月26日 | 第2話－第3話   | BCXA-1171  | BCXA-1164 |       |       |       |
| 3     | 2016年11月25日 | 第4話－第5話   | BCXA-1172  | BCXA-1165 |       |       |       |
| 4     | 2016年12月22日 | 第6話－第7話   | BCXA-1173  | BCXA-1166 |       |       |       |
| 5     | 2017年1月27日  | 第8話－第9話   | BCXA-1174  | BCXA-1167 |       |       |       |
| 6     | 2017年2月24日  | 第10話－第11話 | BCXA-1175  | BCXA-1168 |       |       |       |
| 7     | 2017年3月24日  | 第12話－第13話 | BCXA-1176  | BCXA-1169 |       |       |       |
| 第2期 |                |                |            |           |       |       |       |
| 1     | 2017年12月22日 | 第1話          | BCXA-1330  | BCXA-1323 |       |       |       |
| 2     | 2018年1月26日  | 第2話－第3話   | BCXA-1331  | BCXA-1324 |       |       |       |
| 3     | 2018年2月23日  | 第4話－第5話   | BCXA-1332  | BCXA-1325 |       |       |       |
| 4     | 2018年3月23日  | 第6話－第7話   | BCXA-1333  | BCXA-1326 |       |       |       |
| 5     | 2018年4月24日  | 第8話－第9話   | BCXA-1334  | BCXA-1327 |       |       |       |
| 6     | 2018年5月25日  | 第10話－第11話 | BCXA-1335  | BCXA-1328 |       |       |       |
| 7     | 2018年6月22日  | 第12話－第13話 | BCXA-1336  | BCXA-1329 |       |       |       |

## 相關作品

### 劇場版動畫
於2017年12月30日當天所播出的第2季最後1話結尾時正式公佈本作全新劇場版的消息，於2019年1月4日上映，副標題為〈The School Idol Movie Over The Rainbow〉。泰國預計於2019年1月27日上映，台灣則於2019年4月4日上映，由群英社代理，中文翻譯為《Love Live! Sunshine!! 學園偶像電影～彩虹彼端～》。香港及澳門則於2019年3月28日上映。

### 衍生動畫
最先漫畫於2022年2月開始連載，名字為《幻日夜羽 -Unpolarized Reflexion-》，由まつだこうた繪製，在2022年4月1日愚人節，官方YouTube頻道上宣佈本作動畫化，起初很多人以為這是新的愚人節玩笑，就沒有多想什麼，結果2022年6月26日在 「Aqours 」六週年演唱會上宣佈本作確定動畫化，2023年2月12日確定將於同年7月正式播出，並釋出更多有關本作消息，日本方面於2023年6月25日在ABEMA先行播放，台港方面由木棉花國際代理，也於2023年6月25日開始播放，2023年7月2日在日本的電視台和其他影音平台依序開始播放。

## 出版書籍
| 冊數 | KADOKAWA      | KADOKAWA               | 台灣角川       | 台灣角川               |
| 冊數 | 發售日期      | ISBN                   | 發售日期       | ISBN                   |
| ---- | ------------- | ---------------------- | -------------- | ---------------------- |
| 1    | 2016年9月27日 | ISBN 978-4-04-892433-7 | 2017年11月13日 | ISBN 978-986-473-966-0 |
| 2    | 2017年7月27日 | ISBN 978-4-04-892851-9 | 2018年1月15日  | ISBN 978-957-853-184-0 |
| 3    | 2018年3月24日 | ISBN 978-4-04-893735-1 | 2018年11月26日 | ISBN 978-957-564-565-6 |